# Venados de Mazatlán (baloncesto)
Los Venados de Mazatlán es un equipo del Circuito de Baloncesto de la Costa del Pacífico con sede en Mazatlán, Sinaloa, México.

## Historia
El equipo fue anunciado a finales del año 2014 para debutar en la temporada 2015 en el Circuito de Baloncesto de la Costa del Pacífico, sin embargo el nombre de "Náuticos" se dio a conocer hasta en el desfile de domingo en el Carnaval de Mazatlán en febrero de 2015.
La primera temporada jugada tuvieron como casa el Lobo Dome y fue muy exitosa ya que acabarían la ronda regular en el primer lugar de puntos en el standing. Para los cuartos de final dejarían en el camino a la Garra Cañera de Navolato para así pasar a la semifinal misma que perderían ante los Tijuana Zonkeys que eran los actuales campeones y posteriormente bicampeón del Circuito de Baloncesto de la Costa del Pacífico 2015
Para la temporada 2016, en la cual cambiaron su sede al Centro de Usos Múltiples de Mazatlán, lograrían quedar en segundo lugar general en el standing de puntos, para así meterse a los playoffs y enfrentarse a los Halcones de Ciudad Obregón en los cuartos de final, misma que Mazatlán ganaría por barrida 4-0 para acceder a las semifinales. Ya en la siguiente ronda su rival serían los Ostioneros de Guaymas, el navío se impondría 4-1 en la serie semifinal para pasar a la gran final ante los Rayos de Hermosillo. Mazatlán empezaría la serie 0-2 abajo jugándose los 2 primeros juegos en casa de los Rayos, en Hermosillo, pero al trasladarse la serie al "CUM" casa de los Náuticos, Mazatlán lograría sacar los 3 juegos para irse con la serie arriba 3-2 de regreso a Hermosillo, para así en el sexto juego de la gran final imponerse 94-80 y coronarse campeones del Circuito de Baloncesto de la Costa del Pacífico 2016.

## Roster
| Venados de Mazatlán Temporada 2025 |    |                           |                                            |
| C U E R P O T É C N I C O          |    |                           |                                            |
| Entrenador                         |    | Bandera de Camerún        | Gastón Essengué                            |
| Asistente                          |    | Bandera de Estados Unidos | Lewis LaSelle Taylor Whetten               |
| Asistente                          |    | Bandera de México         | Jeovanni Lara Moreno                       |
| J U G A D O R E S                  |    |                           |                                            |
| Escolta                            | 0  | Bandera de Estados Unidos | Elijah Weaver                              |
| Base                               | 1  | Bandera de Estados Unidos | Lamar Johnathan Peters (Baja)              |
| Escolta                            | 2  | Bandera de México         | Brayan Antonio Reynaga Rubio (Baja)        |
| Ala-pívot                          | 2  | Bandera de Estados Unidos | Decensae Xavier White                      |
| Base/Escolta                       | 3  | Bandera de México         | Francisco Acosta Carmona (Inactivo)        |
| Escolta                            | 5  | Bandera de Estados Unidos | Terrance Eugene Ferguson Jr. (Baja)        |
| Escolta                            | 7  | Bandera de México         | Axel Hernández Carrillo (Inactivo)         |
| Alero                              | 8  | Bandera de Colombia       | Michael Jackson Wright                     |
| Escolta/Alero                      | 9  | Bandera de Estados Unidos | Harris Devin Lamont (Baja)                 |
| Base                               | 10 | Bandera de Estados Unidos | Ke’Jhan Feagin                             |
| Escolta                            | 12 | Bandera de México         | Fernando Rentería Díaz (Inactivo)          |
| Pívot                              | 13 | Bandera de México         | Irving Fernando Martínez Crespo            |
| Escolta                            | 14 | Bandera de México         | Josué Andriassi Quintana                   |
| Ala-Pívot                          | 17 | Bandera de Estados Unidos | Keaton Hervey (Baja)                       |
| Ala-Pívot                          | 20 | Bandera de México         | José Valdéz Leal (Inactivo)                |
| Pívot                              | 21 | Bandera de México         | Kevin Muñoz Ochoa (Inactivo)               |
| Pívot                              | 23 | Bandera de Estados Unidos | Mason Anthony Harris III (Baja)            |
| Escolta                            | 24 | Bandera de Estados Unidos | Troy Dylan Cracknell                       |
| Ala-pívot                          | 25 | Bandera de México         | Omar Bernardo Miramontes Aguilar (Baja)    |
| Pívot                              | 25 | Bandera de México         | Juan Marcos Villalpando Jimenez (J) (Baja) |
| Alero                              | 25 | Bandera de Estados Unidos | Troy Williams                              |
| Ala-Pívot                          | 32 | Bandera de Estados Unidos | Cullen William Russo (Baja)                |
| Pívot                              | 32 | Bandera de Estados Unidos | Roderick James Smith (Baja)                |
| Ala-Pívot                          | 33 | Bandera de Estados Unidos | Brahim Rashad Riley Jr.                    |
| Ala-Pívot                          | 55 | Bandera de Estados Unidos | Terrence Andre Thompson                    |
| Pívot                              | 93 | Bandera de Estados Unidos | Nino Johnson (Baja)                        |
| = Capitán                          |    |                           |                                            |

 =  Cuenta con nacionalidad mexicana. 